# Jardín de Robledo
El jardín de Robledo (también conocido como del Príncipe o el Jardinillo) es un jardín del siglo XVIII ubicado en el entorno del Real Sitio de San Ildefonso, provincia de Segovia.

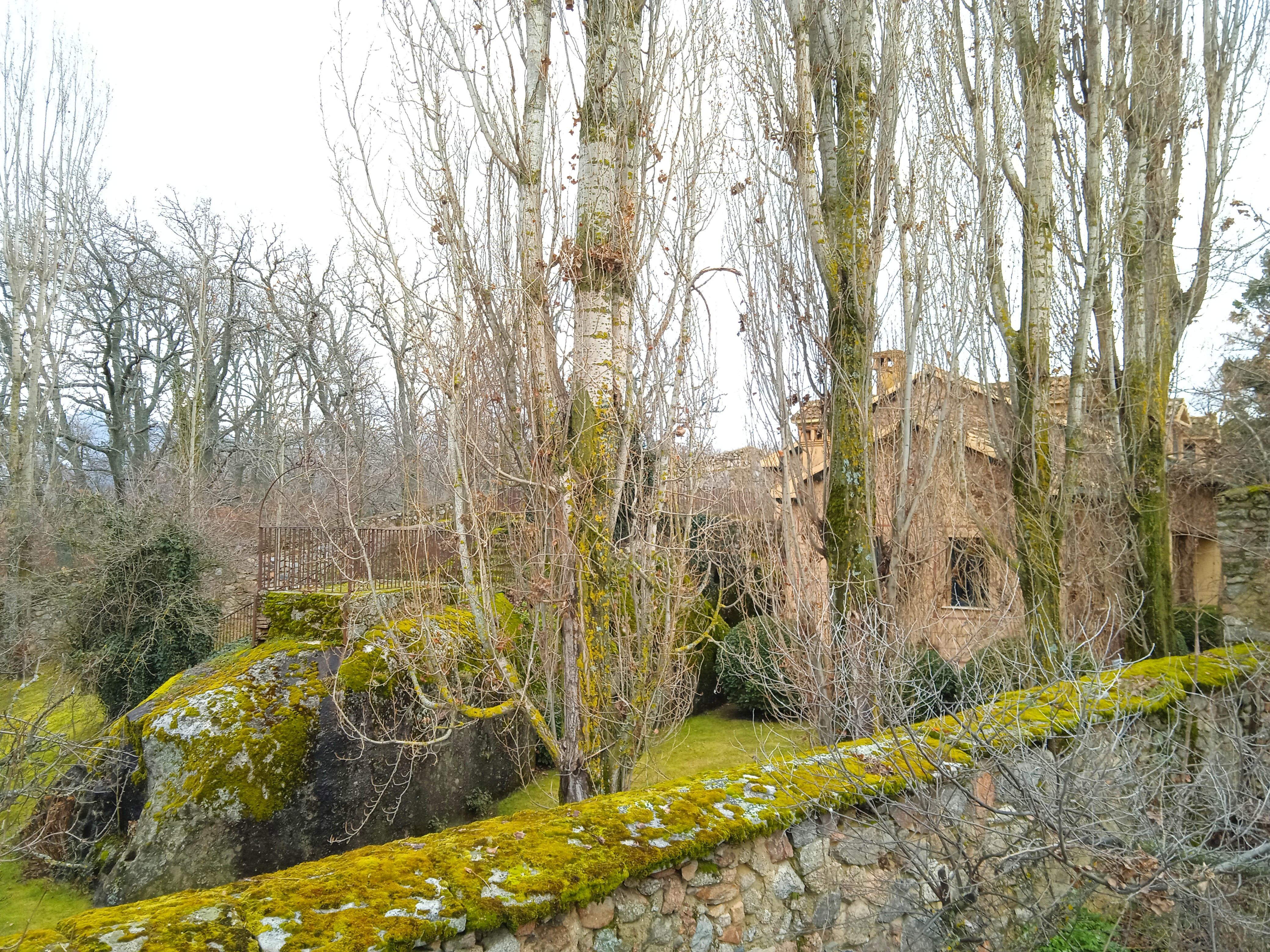
Vista del jardín en época invernal, unos de los miradores sobre roca de granito a la izquierda

## Historia

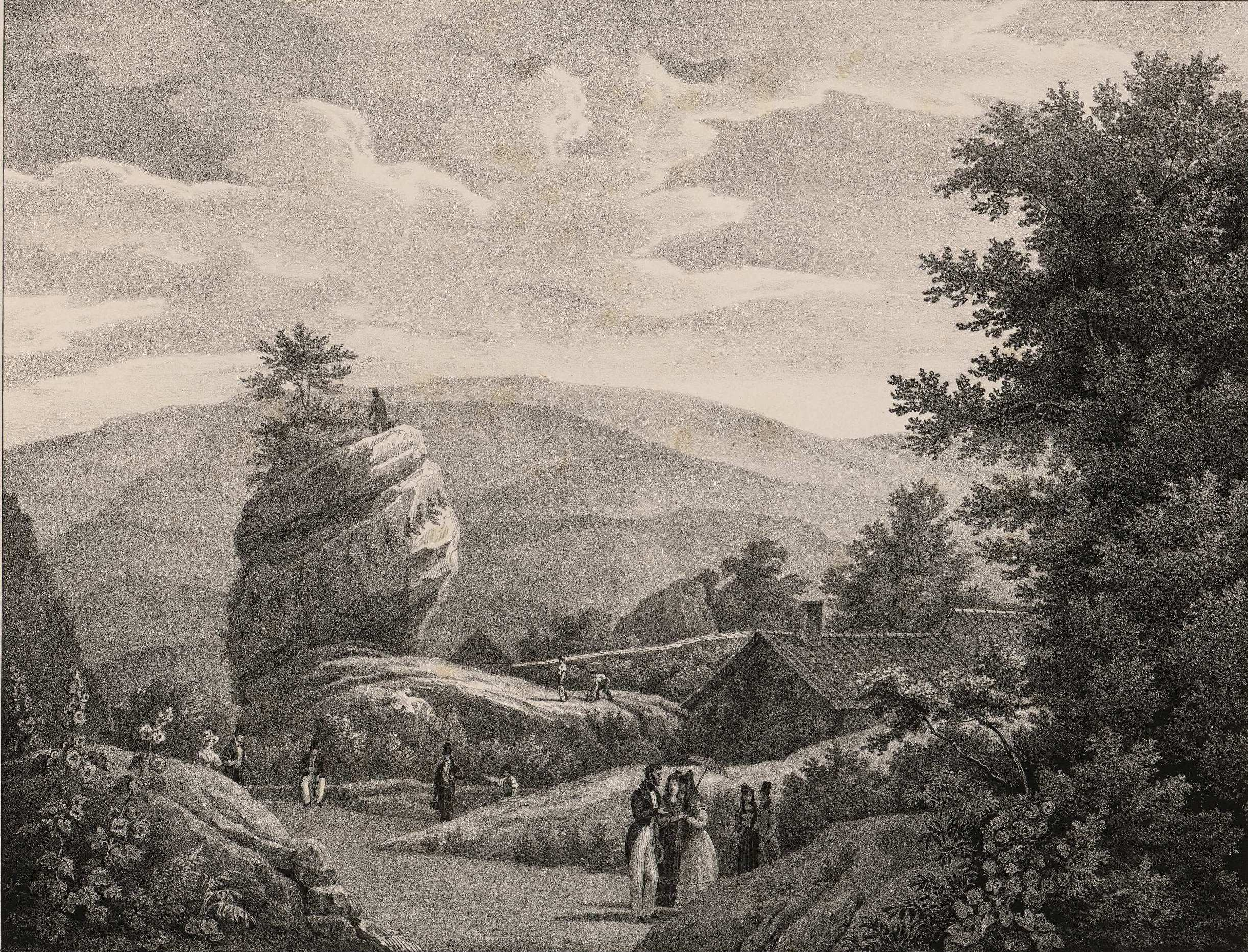
Vista del jardín llamado Robledo (Litografía de León-Auguste Asselineau a partir de un dibujo de Brambila, parte de la Colección de las vistas de los sitios reales: litografiadas por Orden del Rey de España el señor D. Fernando VII de Borbón, 1832)

El jardín fue formado por el jardinero Luis Lemmi bajo mandato del entonces príncipe de Asturias, don Carlos (luego Carlos IV).
El conjunto se enmarcaba dentro de las distintas construcciones ordenadas por el príncipe de Asturias en los sitios reales como las casitas del Príncipe de El Escorial y la de El Pardo.
Durante la primera mitad del siglo XIX el jardín continuó siendo notado por viajeros y contemporáneos.
Tras la Revolución de 1868 pasó un largo periodo de abandono. En 1930 su jardín fue estudiado por el pintor y paisajista Javier de Winthuysen.
La propiedad continuó siendo parte del patrimonio privado del monarca hasta su venta por parte de los herederos de Alfonso XIII.
En la actualidad es de propiedad privada y está destinado a vivienda.

## Descripción
El jardín se planificó en estilo pintoresco, huyendo del jardín formal. Cuenta con inmensas rocas de granito con miradores. Así mismo cuenta con una fuente de mármol dispuesta dentro de un estanque circular guardado por una barandilla de hierro.